# روث ريفيرا مارين
روث ماريا ريفيرا مارين (18 يونيو 1927 - 15 ديسمبر 1969)، مهندسة معمارية مكسيكية. تركزت خبرتها المهنية على التدريس والإدارة المؤسسية والنظرية والممارسة المتعلقة بالهندسة المعمارية. كانت أول طالبة في كلية الهندسة والعمارة في المعهد الوطني للفنون التطبيقية.